# HD157609
HD157609 — хімічно пекулярна зоря спектрального класу
F2 й має видиму зоряну величину в смузі V приблизно  8,8.